# 塞古拉德托罗
塞古拉德托罗，是西班牙埃斯特雷马杜拉卡塞雷斯省的一个市镇。总面积15平方公里，总人口207人（2001年），人口密度14人/平方公里。